# Eva Macapagal
Evangelina Macaraeg-Macapagal, detta Eva, nata Evangelina Guico Macaraeg (Binalonan, 1º novembre 1915 – Manila, 16 maggio 1999), è stata una medica filippina, moglie del presidente Diosdado Macapagal, nonché first lady delle Filippine dal 1961 al 1965. Era inoltre madre di Gloria Macapagal-Arroyo, anch'ella presidente delle Filippine.

## Biografia
Evangelina Guico Macaraeg nacque a Binalonan, municipalità della provincia filippina di Pangasinan. Completò gli studi di medicina presso l'Università di Santo Tomáse, divenuta medica, fondò diversi centri sanitari ed educativi per aiutare i poveri in tutto il paese.
Il 5 maggio 1946 sposò il politico Diosdado Macapagal col quale ebbe due figli: Gloria Macapagal-Arroyo (divenuta successivamente presidente del paese) e Diosdado Macapagal Jr. A seguito del matrimonio, assunse il cognome del coniuge diventando Eva Macaraeg-Macapagal.
Eva sostenne poi il marito alle elezioni presidenziali del 1961. In seguito alla vittoria di quest'ultimo e alla sua proclamazione il 30 dicembre 1961, Eva divenne first lady del paese.
Durante la carica del marito, Eva si prese significativamente cura del giardino della loro residenza ufficiale, il Palazzo di Malacañan, piantandovi nuovi alberi e incrementando gli spazi verdi.
Rimasta vedova ad aprile 1997, morì all'età di 83 anni nel 1999.